# Urolithine

Structure de l'urolithine A.

Les urolithines sont des métabolites de la microflore humaine dérivés des composés contenant de l'acide ellagique tels que les ellagitanins de l'alimentation. Ils sont produits dans l'intestin puis sont trouvés dans l'urine sous la forme de glucuronides. Les aliments riches en ellagitanins sont la grenade, les fraises, les mûres et les framboises, les noix ou le vin rouge élevé en fûts de chêne.
Au cours du métabolisme intestinal par les bactéries, les ellagitanins et les punicalagines sont convertis en urolithines, qui n'ont pas d'activité biologique connue in vivo chez l'humain. Les métabolites de type urolithines du jus de grenade sont localisés spécifiquement au niveau de la prostate, du côlon et des tissus intestinaux chez la souris.
Les ellagitanins ont une faible biodisponibilité et sont transformées directement dans l'intestin en acide ellagique et ses métabolites du microbiote. Les urolithines sont trouvées dans le plasma principalement sous la forme de glucuronides à de faibles concentrations.
La production d'urolithines dépend du microbiome intestinal (entérotype). Les personnes produisant des urolithines ont une plus grande abondance des espèces du groupe de Clostridium leptum de l'embranchement des Firmicutes que des groupes des Bacteroides ou des Prevotella.
L'urolithine M7 a pu être synthétisée à partir du 2-hydroxy-4-méthoxybenzaldéhyde en utilisant la réaction inverse de Diels–Alder.

## Molécules connues
- Urolithine A (3,8-Dihydroxyurolithine)
- Urolithine A glucuronide
- Urolithine B (3-Hydroxyurolithine)
- urolithine B glucuronide
- Urolithine D (3,4,8,9-Tetrahydroxyurolithien)

intermediaires métaboliques
- Urolithine M-5
- Urolithine M-6
- Urolithine M-7
- Urolithine C (3,8,9-Trihydroxy urolithine)
- Urolithine E (2,3,8,10-Tetrahydroxy urolithine)